# Petra Hermes
Petra Hermes (* 5. März 1956 in Gescher) ist eine deutsche Juristin. Sie war von 2015 bis 2022 Generalstaatsanwältin in Hamm.

## Ausbildung
Petra Hermes studierte Rechtswissenschaften an der Westfälischen Wilhelms-Universität Münster und schloss dieses Studium im August 1982 mit dem 2. Staatsexamen ab.

## Beruflicher Werdegang
Im Dezember 1982 trat Petra Hermes in den Staatsdienst ein. Nach ihrer Ernennung zur Staatsanwältin auf Lebenszeit war sie von 1985 bis 1989 bei der Staatsanwaltschaft Münster tätig, wo sie unter anderen Verfahren aus dem Bereich der Organisierten Kriminalität bearbeitete. Nach einer Abordnung an das Bundesministerium der Justiz und ihrer Erprobung im Justizministerium des Landes Nordrhein-Westfalen wurde sie im April 1992 zur Oberstaatsanwältin befördert. Ab November 1993 bis Dezember 2001 war sie, von 1996 bis 1999 unterbrochen durch eine weitere Abordnung an das nordrhein-westfälische Justizministerium, bei der Generalstaatsanwaltschaft Hamm tätig. Dort wurde sie 1999 zur Leitenden Oberstaatsanwältin befördert. Petra Hermes war bei der Generalstaatsanwaltschaft unter anderem mit der IT-Vollausstattung sowie dem Aufbau einer zentralen IT-Betriebsorganisation der Justiz befasst. Anfang 2002 übernahm sie die Leitung der Staatsanwaltschaft Dortmund, im Januar 2012 wurde sie Behördenleiterin der Staatsanwaltschaft Münster. Am 1. Juni 2015 wurde sie zur Generalstaatsanwältin in Hamm ernannt und übernahm damit die Leitung der mit zehn Staatsanwaltschaften und ca. neun Millionen im Bezirk lebenden Einwohnern größten Generalstaatsanwaltschaft Deutschlands.  Sie war die erste Frau in dieser Position. Am 1. Februar 2022 trat Petra Hermes in den Ruhestand.

## Mitgliedschaften
Petra Hermes ist Mitglied der SPD und gehört dem Deutschen Juristinnenbund an.